# Катцов
Катцов (нім. Katzow) — громада в Німеччині, розташована в землі Мекленбург-Передня Померанія. Входить до складу району Передня Померанія-Грайфсвальд. Складова частина об'єднання громад Лубмін.
Площа — 26,20 км2. Населення становить 591 ос. (станом на 31 грудня 2020).